# Hellnafjall
Hellnafjall är en kulle i republiken Island. Den ligger i regionen Suðurland, i den centrala delen av landet, 170 km öster om huvudstaden Reykjavik. Toppen på Hellnafjall är 786 meter över havet, eller 110 meter över den omgivande terrängen. Bredden vid basen är 2,0 km. Hellnafjall ligger vid sjön Langisjór.
Trakten runt Hellnafjall är nära nog obefolkad, med mindre än två invånare per kvadratkilometer. Det finns inga samhällen i närheten. Trakten runt Hellnafjall består i huvudsak av gräsmarker.